# 玛丽·惠普尔
玛丽·惠普尔（英語：Mary Whipple，1980年5月10日—），美国女子赛艇运动员。她曾代表美国参加2004年、2008年和2012年夏季奥林匹克运动会赛艇比赛，获得二枚金牌和一枚银牌，均来自女子八人单桨有舵手项目。